# Cathartus quadricollis
Cathartus quadricollis là một loài bọ cánh cứng trong họ Silvanidae. Loài này được Guérin-Méneville miêu tả khoa học năm 1844.